# 坂本和丸
坂本 和丸（さかもと かずまる、1977年3月23日 - ）は、三国志活動家。元司会・ナレーター。高知県高知市出身。本名は、田井 和之（たい かずゆき）。
2006年に、三国志ファンが交流するコミュニティ総合三国志同盟をmixiで立ち上げたことをきっかけに、そこから本格的に三国志関連のイベントを企画・プロデュースするようになる。

## 人物・エピソード
- 三国志に触れるきっかけは、コーエーのスーパー三国志Ⅱ。
- 理想の人物は孫策・諸葛亮・曹操。
- オフィスキイワード・オフィスもりでタレント活動をしていた時期があり[1]、その経験から、三国志イベントで自ら司会進行役を行う。
- 立間祥介を心の師と仰ぎ、敬愛している。
- 9回の勉強会を通して立間祥介は坂本和丸に対して全幅の信頼を置き、主催の三国志勉強会に招かれた際は参加者に対し、講師と生徒という関係ではなく、「僕は皆と仲間だと思っています。」と語った。
- 「正史を愛し、三国志演義も愛し、創作系の漫画やゲームの三国志も愛す」をポリシーとしていて、全国多数の三国志ファンの熱烈な支持を受けている。
- 芸能活動の基点としているmixiの総合三国志同盟は三国志サイトの中では圧倒的な規模と最も充実したコンテンツを誇る。
- 総合三国志同盟のオフ会には、歴ドルの美甘子も参加した[2]ことがある。
- 2010年10月4日、ヤクルトホールで開催された新作ドラマ三国志の舞台挨拶に、兵士役として参加した。[3]またオフィスキイワード時代にスポーツ畑というネットラジオもしていた。メンバーは長谷川めぐみ、東亮太である。

## 活動
- NHK-BS「熱中夜話・三国志ナイト」出演[4]（2008年10月16日、23日、30日）
- 第１回・三国志勉強会主催・講師/立間祥介（2009年7月25日）
- 第２回・三国志勉強会主催・講師/立間祥介（2009年8月29日）
- 第３回・三国志勉強会主催・講師/立間祥介（2009年9月26日）
- 第４回・三国志勉強会主催・講師/立間祥介（2009年10月31日）
- 第５回・三国志勉強会主催・講師/立間祥介（2009年11月28日）
- 第６回・三国志勉強会主催・講師/立間祥介（2010年1月30日）
- 第７回・三国志勉強会主催・講師/立間祥介（2010年2月27日）
- 第８回・三国志勉強会主催・講師/立間祥介（2010年4月17日）
- 第９回・三国志勉強会主催・講師/立間祥介（2010年5月29日）
- 三国志フェス総合司会、および企画・運営も兼任（2010年8月21日）
- 第１回・三国志感謝祭主催および司会（2010年10月30日）